# Стил, Дэвид
Дэвид Мартин Скотт Стил, барон Стил Эйквудский (англ. David Martin Scott Steel, Baron Steel of Aikwood; 31 марта 1938, Керколди) — британский политический деятель. C 1976 по 1988 год занимал пост председателя Либеральной партии. Также он являлся членом Палаты лордов в Великобритании. С 1999 по 2003 год он занимал пост спикера Шотландского парламента.

## Биография
Дэвид Стил родился 31 марта 1938 года в Шотландии в городе Керколди. Его отец, также носивший имя Дэвид Стил, был служителем Шотландской церкви. Дэвид Стил получил своё образование в Школе Принца Уэльского, а также в колледже Джорджа Вашингтона в Эдинбурге. Ещё во время обучения в колледже Дэвид Стил стал председателем университетского либерального клуба. В 1964 году, в возрасте 25 лет он стал членом парламента. Являясь членом парламента, Дэвид Стил голосовал за принятие в 1967 году закона о легализации абортов в Великобритании.
В 1976 году Дэвид Стилл занял пост председателя Либеральной партии. На парламентских выборах 1983 года, руководимая им Либеральная партия вместе с Социал-демократической партией, выступила в составе либерально-социал-демократического альянса. В 1988 году по предложению Стила Либеральная партия объединилась с Социал-демократической партией в Партию либеральных демократов. Дэвид Стил являлся временным председателем Партии либеральных демократов, до тех пор пока не был избран лидером партии Пэдди Эшдаун. В 1990 году Дэвид Стил получил наследственное дворянское звание и Орден Британской империи. В 1994 году Дэвид Стил принял предложение участвовать в выборах в Европейский парламент. Хотя он не был избран, избирательная кампания прошла очень успешно. В этом же году он стал президентом Либерального интернационала — международной организации, объединяющей либеральные партии. В 1999 году Дэвид Стил был избран спикером парламента Шотландии.